# Drapeau de la Palestine mandataire

Drapeau de l'Union Jack, puissance mandataire de Palestine de 1923 (de facto 1918) à 1948.

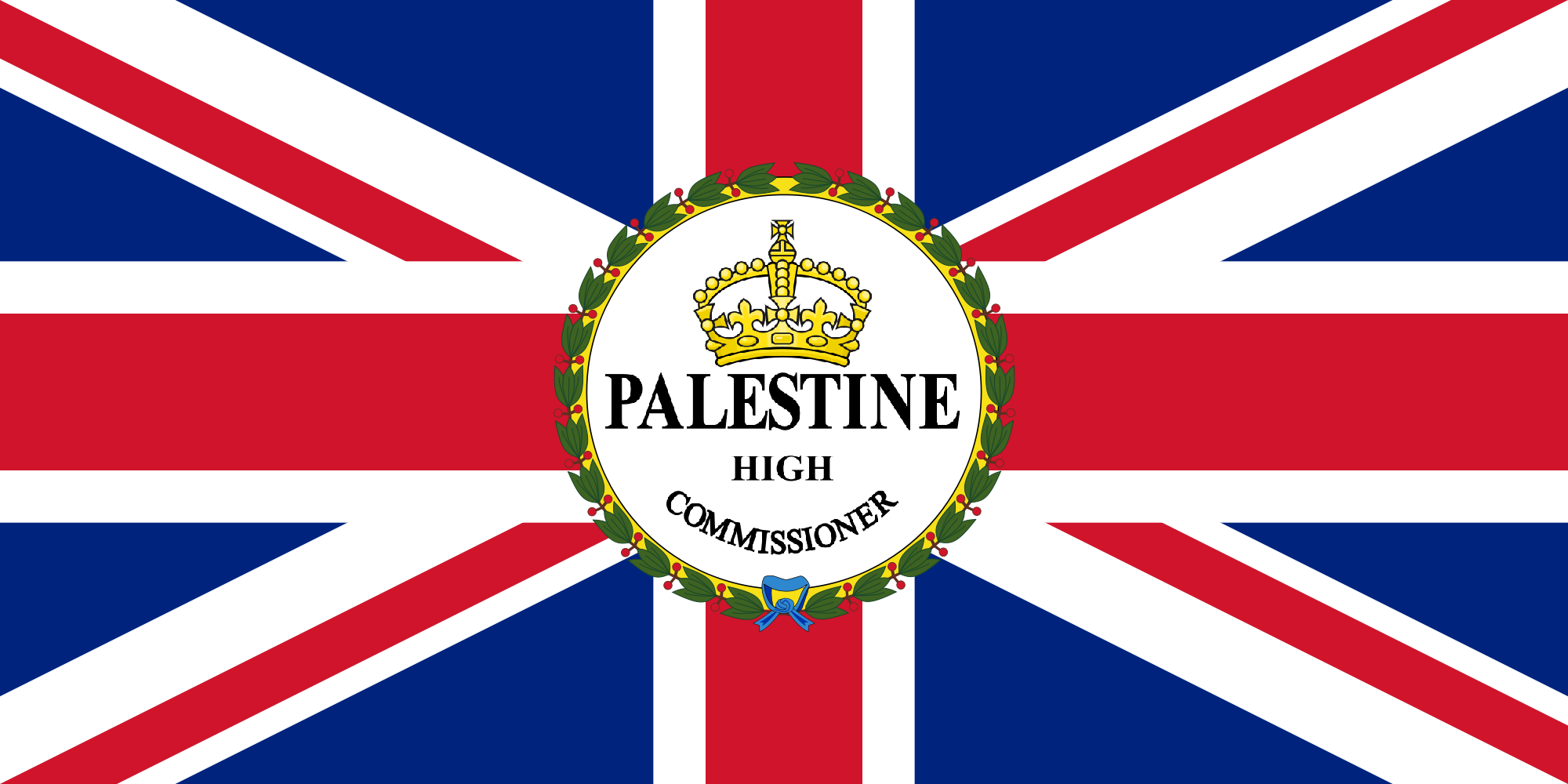
Drapeau du High Commissioners for Palestine

Pavillon des navires immatriculés sous le mandat palestinien, utilisé de 1927 à 1948.

Le drapeau de la Palestine mandataire entre 1920 et 1948 était celui de l'Union Jack,.

## Histoire
La Palestine sous mandat britannique est issue de la conférence de San Remo où les vainqueurs de la Première Guerre mondiale se partagèrent le contrôle de plusieurs provinces de l’Empire ottoman. La Société des Nations (SDN) donne mandat aux Britanniques pour la gestion du royaume d'Irak, de la Transjordanie et de la Palestine.
Au niveau maritime, le pavillon de la flotte était composé du Red Ensign flanqué d'un disque blanc où était mentionné le nom Palestine en capitale.

## Drapeau sioniste ou hébreu
Un drapeau sioniste ou hébreu était utilisé par le Yichouv, par l'agence juive et la histadrout. Le drapeau composé d'une étoile de David et aux couleurs bleue et blanche n'était qu'utilisé que par le Yichouv et n'était pas reconnu officiellement par les autorités britanniques. Parmi les symboles les plus fréquemment utilisés par les diverses versions de drapeaux juifs depuis le XIXe siècle, il y a l'étoile de David, le lion de Juda et la ménorah.

## Drapeaux arabes

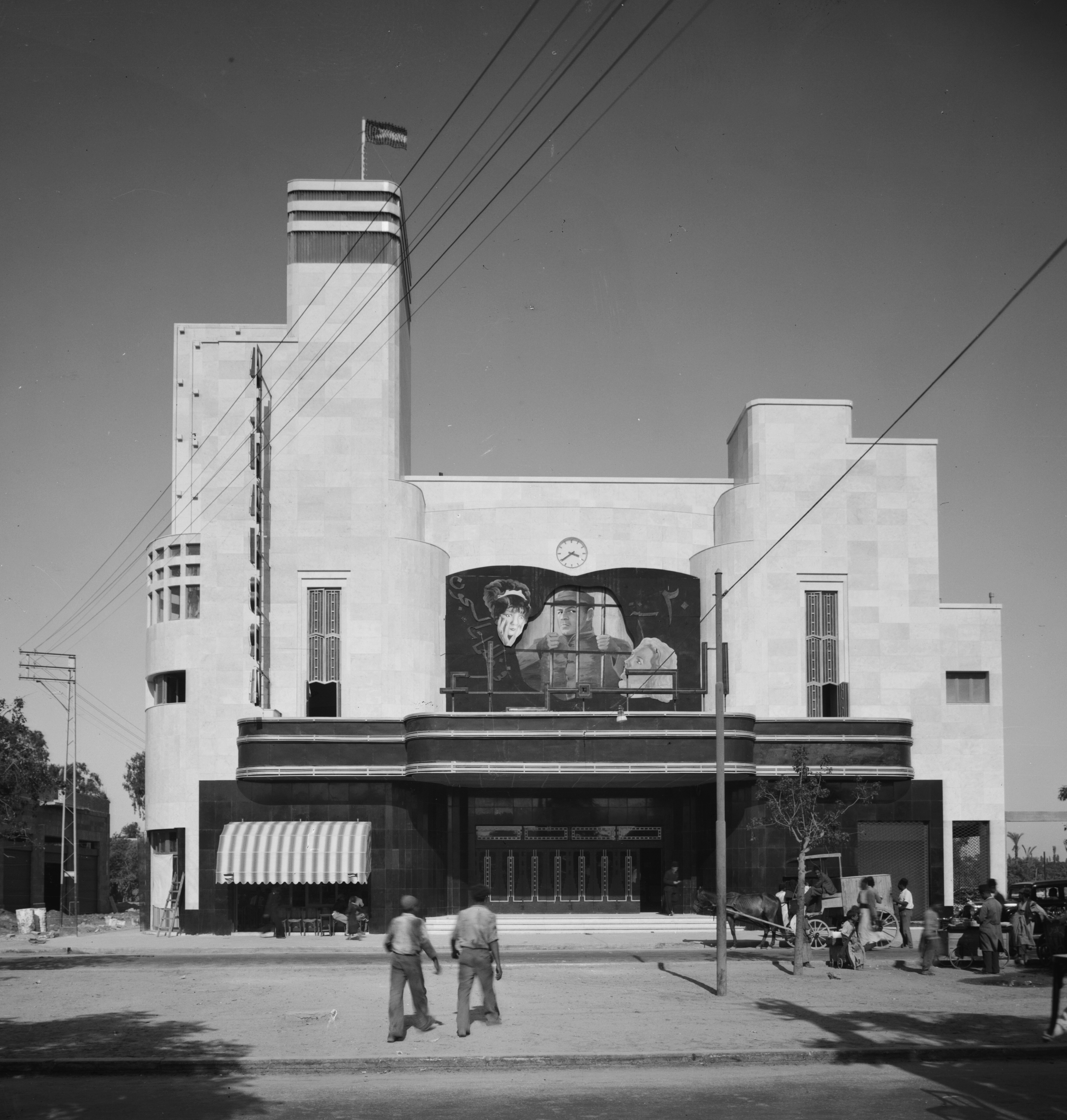
Le drapeau arabe palestinien sur le cinéma Alhambra, à Jaffa, en 1937.

Les Arabes de Palestine ont parfois utilisé leurs propres drapeaux, le plus souvent des variations du drapeau utilisé pendant la révolte arabe. En 1929, un débat a lieu sur le drapeau national palestinien et le journal Filastin publie en première page une proposition de drapeau et d’hymne national. Plusieurs drapeaux sont proposés, principalement basés sur le drapeau de la révolte arabe ; d’autres propositions incluent l’usage de croix et de croissants et la couleur orange. Pendant la grande révolte arabe de 1936-39, un drapeau similaire au drapeau actuel est photographié, avec un croissant, une croix et des inscriptions en arabe.

Drapeau de la Grande révolte, également utilisé pendant la Seconde Guerre mondiale.
Le drapeau modifié, largement utilisé après la guerre. De nombreux drapeaux nationalistes palestiniens sont basés sur celui-ci.